# Mantilly
Mantilly est une commune française, située dans le département de l'Orne en région Normandie, peuplée de 511 habitants (les Mantillois). Mantilly est connue pour être la capitale du poiré.

## Géographie
Le bourg se situe au sud-ouest du département de l'Orne, au sud de la région Basse-Normandie, dans la région naturelle et bocagère du Domfrontais, également appelée « Passais ». Mantilly est la commune la plus occidentale du département de l'Orne et est limitrophe de la Manche et de la Mayenne. Couvrant 2 870 hectares, son territoire est le plus étendu du canton de Passais (le territoire de Saint-Fraimbault couvrant 11 hectares de moins).
| Le Teilleul (50)              | Le Teilleul (50), Saint-Cyr-du-Bailleul (50, sur 300 mètres) | Saint-Mars-d'Égrenne |
| Le Teilleul (50), Heussé (50) | Mantilly                                                     | Passais              |
| Désertines (53)               | Désertines (53), L'Épinay-le-Comte                           | L'Épinay-le-Comte    |

### Hydrographie
La commune est située dans le bassin Loire-Bretagne. Elle est drainée par la Colmont, la Pisse, le Pont Barrabé, le Longuèves, le ruisseau de Morette, le ruisseau d'Herbourg et  et un autre petit cours d'eau.
La Colmont, d'une longueur de 50 km, prend sa source dans la commune de Fougerolles-du-Plessis et se jette  dans la Mayenne en limite d'Ambrières-les-Vallées et de La Haie-Traversaine, face à Saint-Loup-du-Gast, après avoir traversé 16 communes. 
La Pisse, d'une longueur de 15 km, prend sa source dans la commune  et se jette  dans la Varenne à Saint-Fraimbault, après avoir traversé quatre communes. 
Le Pont Barrabé, d'une longueur de 12 km, prend sa source dans la commune du Teilleul et se jette  dans l'Égrenne à Saint-Mars-d'Égrenne, après avoir traversé cinq communes. 
Un plan d'eau complète le réseau hydrographique : l'étang de Morette, d'une superficie totale de 22,8 ha (11,59 ha sur la commune),.

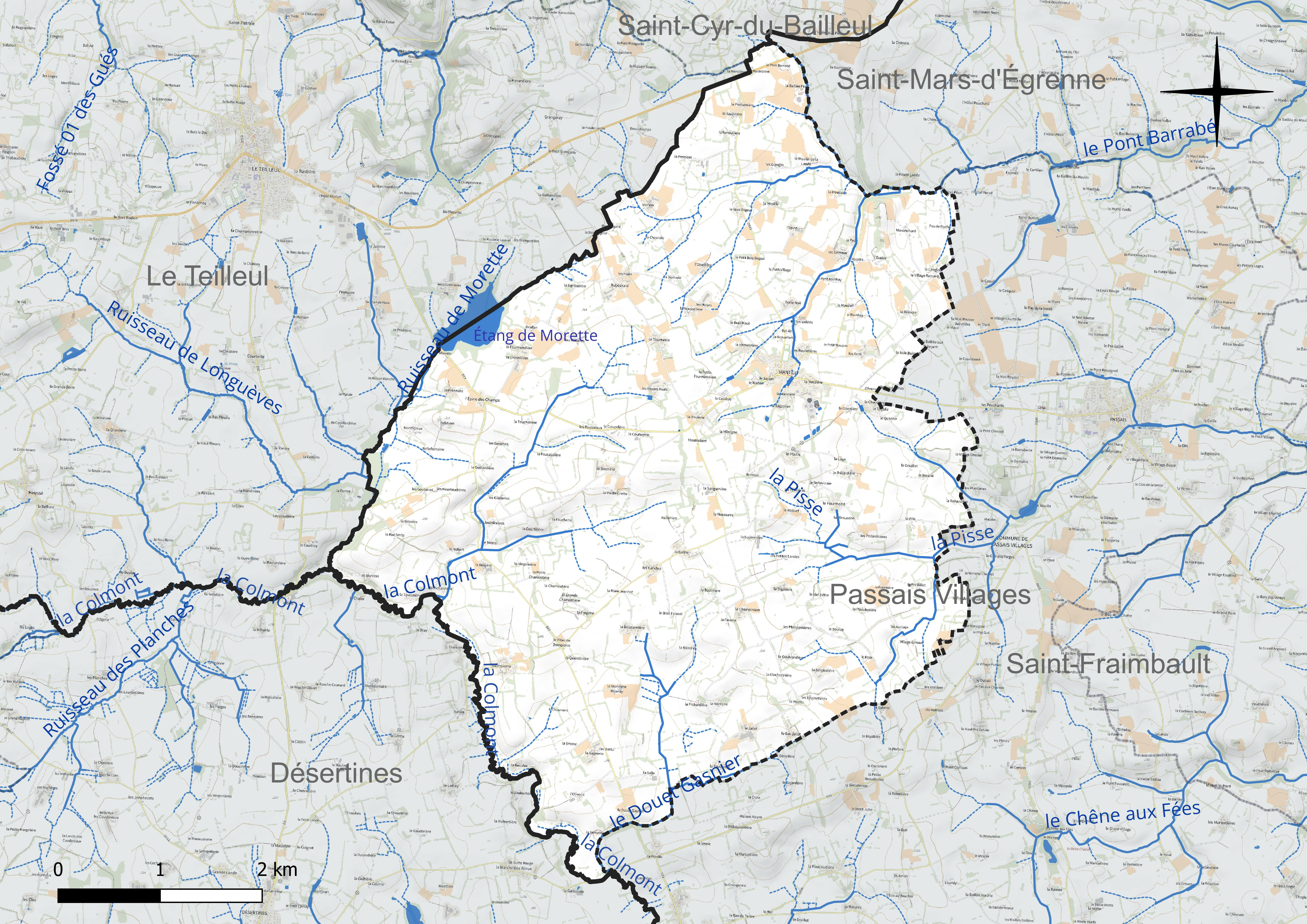
Réseau hydrographique de Mantilly.

### Climat
Pour des articles plus généraux, voir Climat de la Normandie et Climat de l'Orne.
En 2010, le climat de la commune est de type climat océanique franc, selon une étude du CNRS s'appuyant sur une série de données couvrant la période 1971-2000. En 2020, Météo-France publie une typologie des climats de la France métropolitaine dans laquelle la commune est exposée à un climat océanique et est dans une zone de transition entre les régions climatiques « Normandie (Cotentin, Orne) » et « Moyenne vallée de la Loire ». Parallèlement le GIEC normand, un groupe régional d’experts sur le climat, différencie quant à lui, dans une étude de 2020, trois grands types de climats pour la région Normandie, nuancés à une échelle plus fine par les facteurs géographiques locaux. La commune est, selon ce zonage, exposée à un « climat contrasté des collines », correspondant au Bocage normand, bien arrosé, voire très arrosé sur les reliefs les plus exposés au flux d’ouest, et frais en raison de l’altitude.
Pour la période 1971-2000, la température annuelle moyenne est de 10,5 °C, avec une amplitude thermique annuelle de 13,4 °C. Le cumul annuel moyen de précipitations est de 930 mm, avec 13,6 jours de précipitations en janvier et 8,4 jours en juillet. Pour la période 1991-2020, la température moyenne annuelle observée sur la station météorologique la plus proche, située sur la commune de Saint-Fraimbault à 8 km à vol d'oiseau, est de 11,2 °C et le cumul annuel moyen de précipitations est de 850,1 mm,. Pour l'avenir, les paramètres climatiques de la commune estimés pour 2050 selon différents scénarios d’émission de gaz à effet de serre sont consultables sur un site dédié publié par Météo-France en novembre 2022.

## Urbanisme

### Typologie
Au 1er janvier 2024, Mantilly est catégorisée commune rurale à habitat très dispersé, selon la nouvelle grille communale de densité à sept niveaux définie par l'Insee en 2022.
Elle est située hors unité urbaine et hors attraction des villes,.

### Occupation des sols
L'occupation des sols de la commune, telle qu'elle ressort de la base de données européenne d’occupation biophysique des sols Corine Land Cover (CLC), est marquée par l'importance des territoires agricoles (98 % en 2018), une proportion sensiblement équivalente à celle de 1990 (98,1 %). La répartition détaillée en 2018 est la suivante : 
prairies (46,9 %), zones agricoles hétérogènes (38,9 %), terres arables (12,3 %), zones urbanisées (1,5 %), eaux continentales (0,5 %). L'évolution de l’occupation des sols de la commune et de ses infrastructures peut être observée sur les différentes représentations cartographiques du territoire : la carte de Cassini (XVIIIe siècle), la carte d'état-major (1820-1866) et les cartes ou photos aériennes de l'IGN pour la période actuelle (1950 à aujourd'hui).

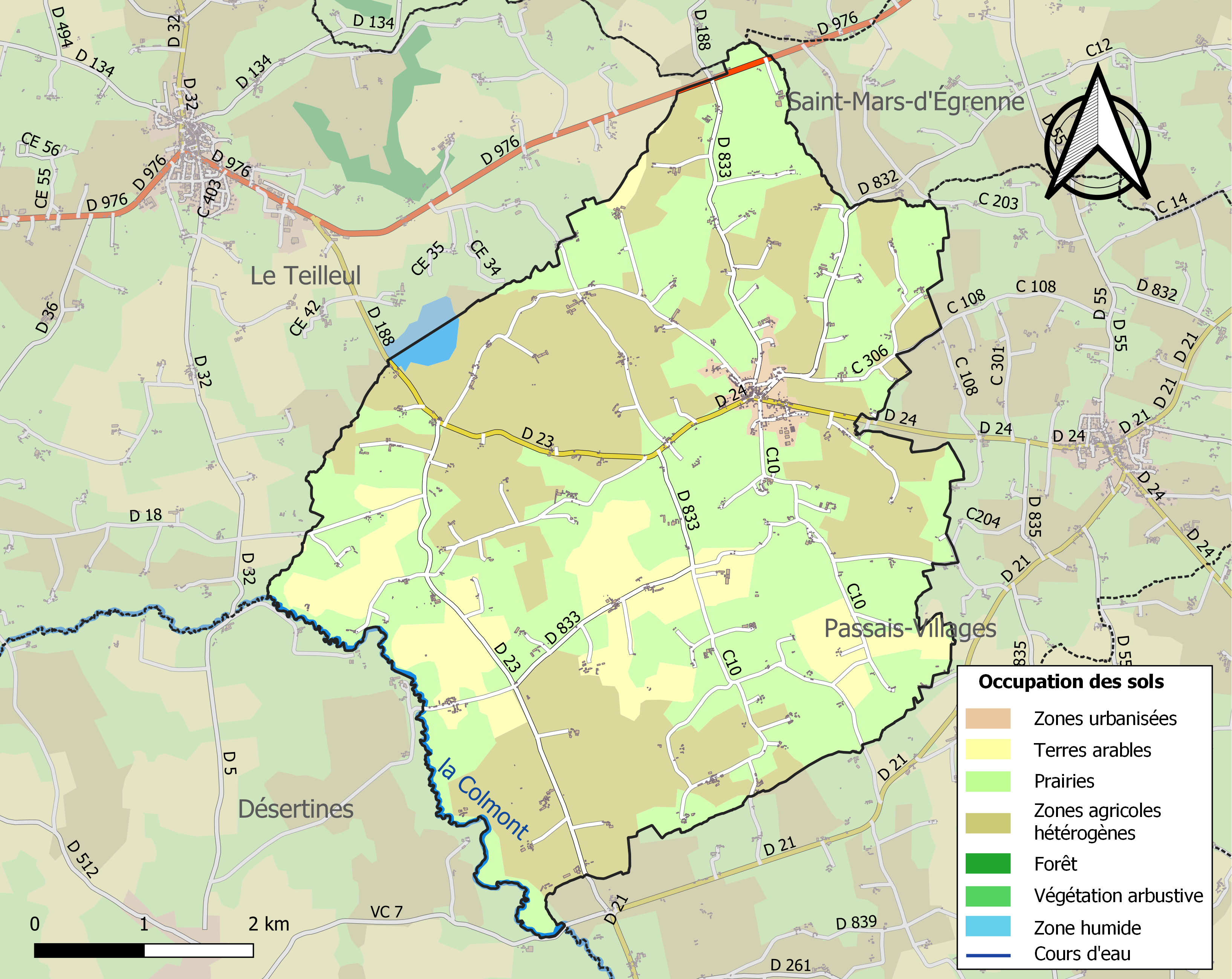
Carte des infrastructures et de l'occupation des sols de la commune en 2018 (CLC).

## Toponymie
Le nom de la localité est attesté sous la forme Mantillé en 1330, Mautilly en 1793, Mantilly en 1801. Ce toponyme provient du nom de personne roman Mantillus suivi du suffixe acus marquant l’appartenance, francisé ici en -y : il s'agirait donc d'un village implanté près du domaine de Mantillus.

## Histoire

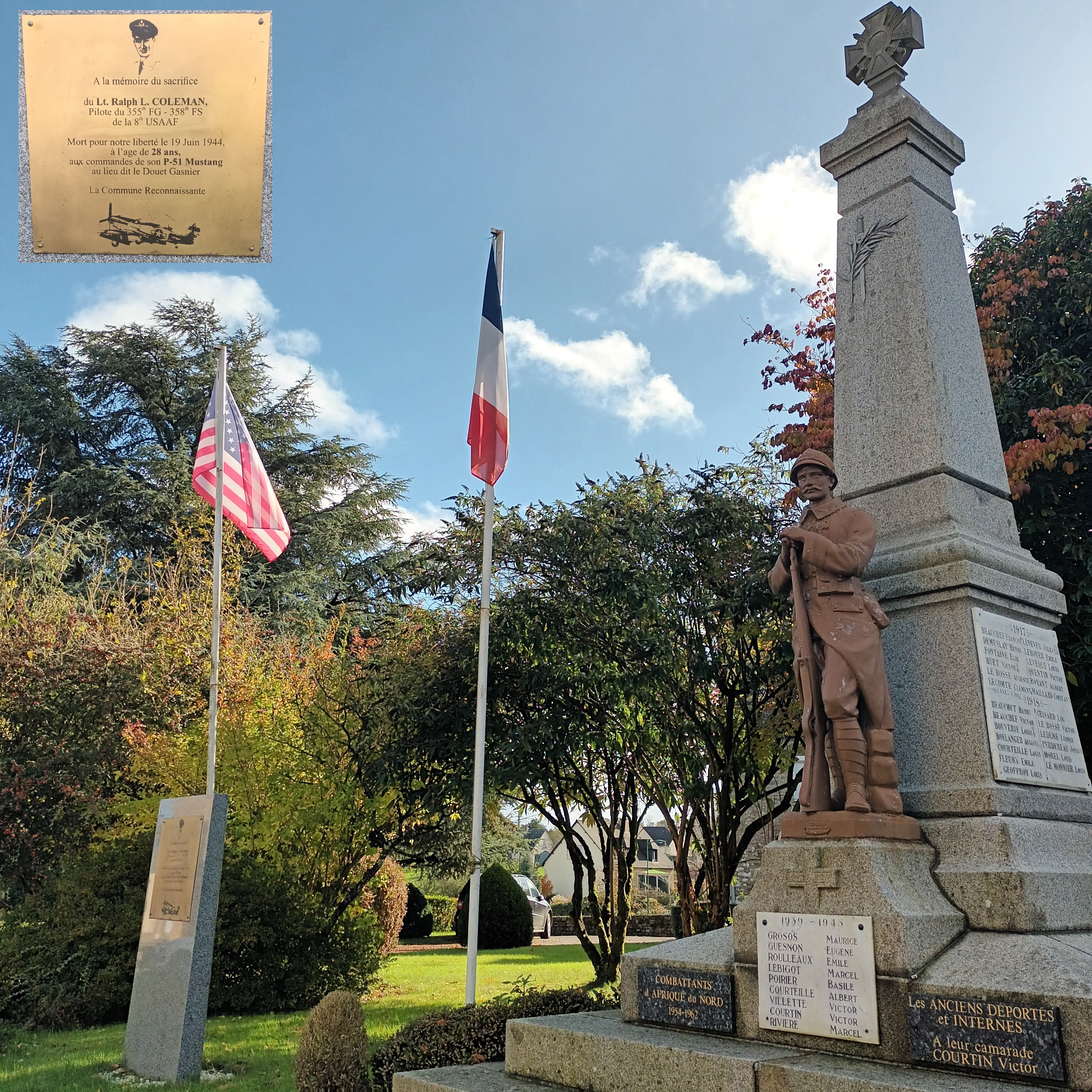
Mémorial de guerre à Mantilly, avec la plaque concernant le Lieutenant Coleman.

Vital de Savigny y fonda un prieuré.
Mantilly est l'un des principaux foyers de la révolte des Va-nu-pieds, en 1639.
Durant la période révolutionnaire, Mantilly est une place active de la chouannerie normande, notamment au travers de Michel Guesdon.
En mars 1935, y débute la révolte des bouilleurs de cru, sous l'impulsion de Jules Romain Le Monnier et de la Fédération des syndicats agricoles de l'Orne (FSAO).
Le Lieutenant Ralph L Coleman était un aviateur américain originaire de la Virginie-Occidentale qui n'a pas pu rejoindre sa base à Steeple Morden après une mission Ramrod dans le sud de la France, le 19 juin 1944. Son P-51 Mustang s'est écrasé près de Mantilly.

## Politique et administration
| Période                                  | Période    | Identité         | Étiquette | Qualité                         |
| ---------------------------------------- | ---------- | ---------------- | --------- | ------------------------------- |
| 1973                                     | 1982       | Maurice Rainfray |           | Agriculteur                     |
| 1982                                     | 1991       | Pierre Lévêque   |           | Chef d'entreprise en charpente  |
| 1991                                     | 1995       | Gaston Lebeau    | SE        | Chef d'entreprise en maçonnerie |
| 1995                                     | avril 2014 | Claudine Manguin | SE        | Auxiliaire de vie               |
| avril 2014                               | En cours   | Éric Roulleaux   | SE        | Agriculteur                     |
| Les données manquantes sont à compléter. |            |                  |           |                                 |

Le conseil municipal est composé de quinze membres dont le maire et trois adjoints.

## Démographie
L'évolution du nombre d'habitants est connue à travers les recensements de la population effectués dans la commune depuis 1793. Pour les communes de moins de 10 000 habitants, une enquête de recensement portant sur toute la population est réalisée tous les cinq ans, les populations de référence des années intermédiaires étant quant à elles estimées par interpolation ou extrapolation. Pour la commune, le premier recensement exhaustif entrant dans le cadre du nouveau dispositif a été réalisé en 2005.
En 2022, la commune comptait 511 habitants, en évolution de −4,84 % par rapport à 2016 (Orne : −3,21 %, France hors Mayotte : +2,11 %).
Mantilly a compté jusqu'à 2 855 habitants en 1806.
| 1793  | 1800  | 1806  | 1821  | 1831  | 1836  | 1841  | 1846  | 1851  |
| ----- | ----- | ----- | ----- | ----- | ----- | ----- | ----- | ----- |
| 2 753 | 2 854 | 2 855 | 2 610 | 2 657 | 2 735 | 2 570 | 2 516 | 2 470 |

| 1856  | 1861  | 1866  | 1872  | 1876  | 1881  | 1886  | 1891  | 1896  |
| ----- | ----- | ----- | ----- | ----- | ----- | ----- | ----- | ----- |
| 2 417 | 2 288 | 2 200 | 2 030 | 2 083 | 1 968 | 1 893 | 1 870 | 1 816 |

| 1901  | 1906  | 1911  | 1921  | 1926  | 1931  | 1936  | 1946  | 1954  |
| ----- | ----- | ----- | ----- | ----- | ----- | ----- | ----- | ----- |
| 1 784 | 1 696 | 1 609 | 1 359 | 1 353 | 1 367 | 1 428 | 1 322 | 1 258 |

| 1962  | 1968  | 1975  | 1982 | 1990 | 1999 | 2005 | 2006 | 2010 |
| ----- | ----- | ----- | ---- | ---- | ---- | ---- | ---- | ---- |
| 1 148 | 1 135 | 1 006 | 873  | 728  | 639  | 612  | 602  | 564  |

| 2015 | 2020 | 2022 | - | - | - | - | - | - |
| ---- | ---- | ---- | - | - | - | - | - | - |
| 538  | 513  | 511  | - | - | - | - | - | - |

## Lieux et monuments

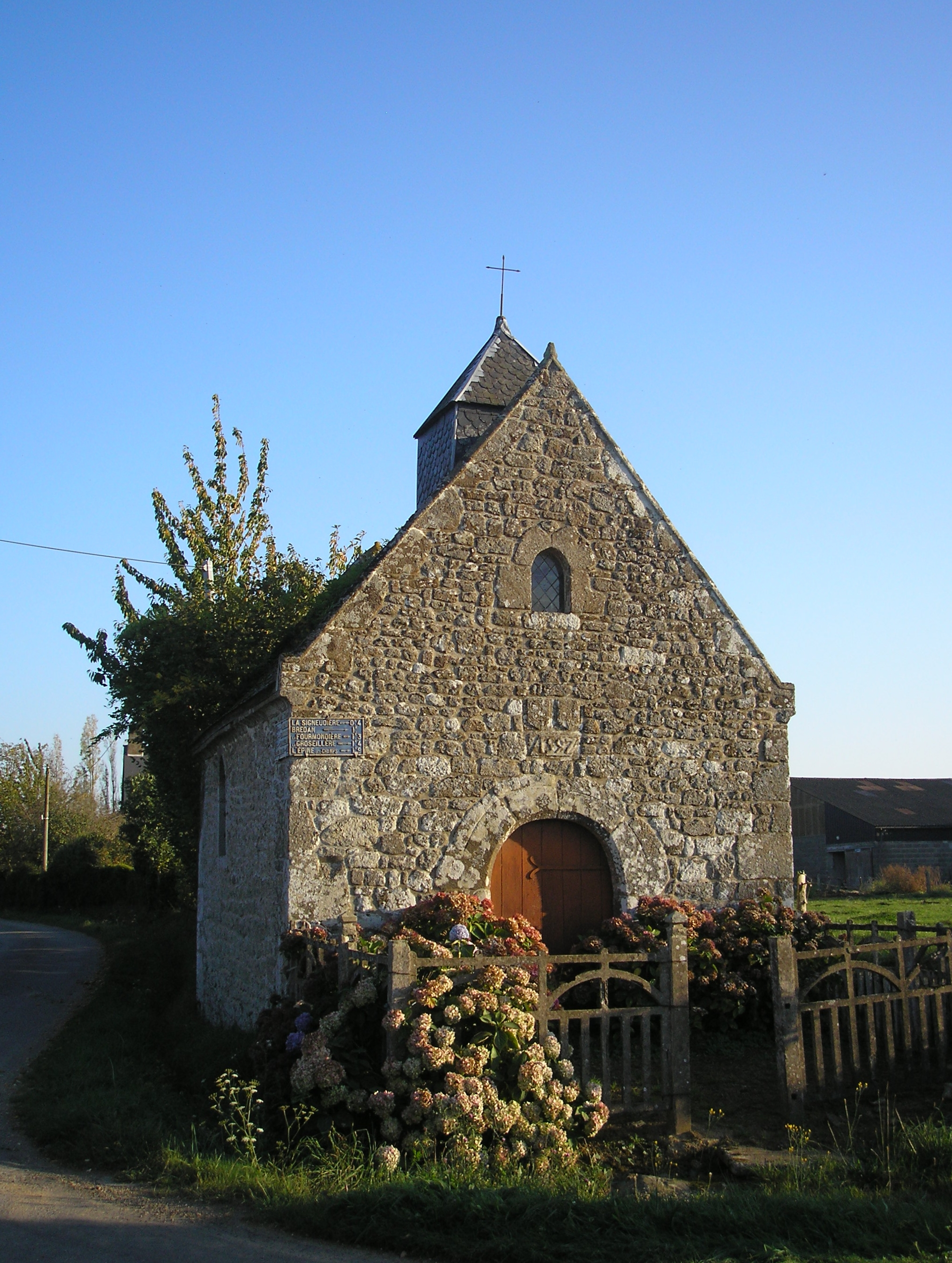
La chapelle de Rubesnard.

- Église Notre-Dame-de-l'Assomption (XIXe siècle).
- Ancien prieuré de Dompierre.
- Manoir de la Tournerie.
- Manoir de Mantilly[30].
- Chapelle de Rubesnard.

## Activité et manifestations

### Jumelages
Miuzela (Portugal)

### Manifestation
- Fête du poiré le troisième week-end de juillet tous les deux ans.

## Personnalités liées à la commune
- saint Auvieu
- Michel Guesdon (1775 à Mantilly - 1843), chouan et homme politique.
- Jules Romain Le Monnier (1870-1941 à Mantilly), journaliste, écrivain essayiste, musicien et syndicaliste agricole.
- André Jouault (1904 - 1987), artiste peintre, auteur des fresques de la chapelle de l'Oratoire, à Passais. Nombreux séjours dans la maison de famille.